# تپه آب سفید ۱
تپه آب سفید ۱ مربوط به دوره ساسانیان است و در شهرستان فارسان، بخش مرکزی، دهستان میزدج علیا، ۳/۳ کیلومتری شمال غرب روستای گوجان واقع شده و این اثر در تاریخ ۲۷ اسفند ۱۳۸۷ با شمارهٔ ثبت ۲۶۵۶۲ به‌عنوان یکی از آثار ملی ایران به ثبت رسیده است.